# Krajobraz z Podola
Krajobraz z Podola – obraz olejny namalowany przez Józefa Chełmońskiego około 1910 roku. Dzieło znajduje się w Muzeum Narodowym w Warszawie.

## Opis
Obraz o kształcie leżącego prostokąta przedstawia łąkę na stepie, w oddali widać lekkie pofałdowania terenu. Na pierwszym planie znajdują zielone trawy oraz żółte i białe kwiaty. Na drugim planie rozciągają się pola o fioletowo-błękitnej barwie. Trzeci plan to znajdujące się za lekkim zamgleniem wzniesienia o sinej, pudrowo-różowej tonacji. Górną połowę obrazu zajmuje niebo przechodzące od jasnego błękitu po szarości i róże nad horyzontem. Według katalogu MNW: "Pejzaż z późnego okresu twórczości Chełmońskiego, będący zarazem syntezą  krajobrazu Podolskiego i uważnym oglądem detali - skromnych polnych kwiatów  na łące". 

## Historia
Obraz namalowany w 1910 roku na co wskazuje data przy sygnaturze artysty. W kwietniu 1910 roku dzieło zostało zakupione przez Aleksandra Fajansa na wystawie grupy "Odłam" Towarzystwa Zachęty Sztuk Pięknych. Było to jedyne dzieło Chełmońskiego wystawione na tej wystawie, nie jest wymieniony jako członek tej grupy, jedynie jako wystawca. Na obrazie znajduje się nalepka z tej wystawy z ceną 600 rubli, za te kwotę prawdopodobnie zostało zakupione prezentowane dzieło. W listopadzie 1940 roku obraz był częścią warszawskiej kolekcji Zofii Potockiej, konserwował go Bohdan Marconi. W czerwcu 1967 roku warszawski antykwariat Veritas zaproponował dzieło komisji zakupów MNW za cenę 39000 zł, ostatecznie obraz zakupiono 17 czerwca 1967 roku za kwotę 30000 zł. Dzieło eksponowane jako depozyt 1969-1971 w Pałacu w Radziejowicach, 1980-1988 w Muzeum w Łowiczu.

## Udział w wystawach
- 1910, Towarzystwo Zachęty Sztuk Pięknych (Warszawa)[3]
- 1979, Piotrków Trybunalski, Muzeum Okręgowe "Wieś w malarstwie polskim"
- 1985-1986, Gniezno, Muzeum Początków Państwa Polskiego
- 1987-1988, Muzeum Narodowe w Poznaniu
- 1988, Olsztyn, Muzeum Warmii i Mazur,
- 1993-1994, Warszawa, Muzeum Niepodległości
- 1995, Muzeum w Łowiczu
- 1997-1998, Baden-Baden Staatliche Kunsthalle
- 2001, Warszawa, Muzeum Literatury im. Adama Mickiewicza
- 2012, Pałac w Radziejowicach, Dom Pracy Twórczej MKiDN
- 2019-2020, Musée du Louvre-Lens[2]
- 27.09.2024-02.02.2025, Muzeum Narodowe w Warszawie "Józef Chełmoński"
- 10.02.2025-13.07.2025 Muzeum Narodowe w Poznaniu "Józef Chełmoński 1849-1914"[1]